# Hideki Tōjō
Hideki Tōjō (jap. 東條 英機 Tōjō Hideki; ur. 30 grudnia 1884 w Tokio, zm. 23 grudnia 1948 tamże) – generał Cesarskiej Armii Japońskiej i polityk. Tōjō był oddanym cesarzowi nacjonalistą i silnym zwolennikiem japońskiej ekspansji w Azji i na Pacyfiku. Z powodu swojej determinacji, nacjonalizmu i silnego przywództwa, nosił przezwisko Kamisori Tōjō (jap. カミソリ東條 Tōjō-brzytwa). W latach 1941–1944 premier Japonii, w rzeczywistości sprawował władzę dyktatorską. Uznany za zbrodniarza wojennego, skazany w procesie tokijskim na śmierć poprzez powieszenie i stracony. Nazywany „Hitlerem Dalekiego Wschodu”.

## Droga do władzy
W 1905 roku ukończył Cesarską Akademię Wojskową ze stopniem podporucznika. Jako żołnierz japońskich sił ekspedycyjnych uczestniczył w interwencji w Rosyjskiej Wojnie Domowej. W latach 1919–1922 przebywał w Niemczech i Szwajcarii jako attaché wojskowy. Od 1920 związał się z Tōsei-ha (Ugrupowaniem Kontroli, 1931–1936), będącym obok Kōdō-ha (Ugrupowania Cesarskiej Drogi, 1931–1936) jedną z czołowych frakcji nacjonalistycznych w armii.  W okresie 1922-26 wykładał na Cesarskiej Akademii Wojskowej. W latach 1935–1937 był dowódcą Kempeitai, japońskiej żandarmerii wojskowej w Armii Kwantuńskiej w stopniu generała brygady, stacjonującej na półwyspie Kwantung, a od 1937 jej szefem sztabu. Nie brał czynnego udziału w próbie przewrotu wojskowego zwanego incydentem z 26 lutego 1936. Był jednym z głównych zwolenników inwazji na Chiny w 1937 r., a następnie eskalacji konfliktu. W 1938 roku otrzymał stanowisko wiceministra wojny, zaś w latach 1940–1941 został mianowany ministrem wojny w drugim gabinecie księcia Fumimaro Konoe. W tym okresie opowiadał się za ściślejszą współpracą z III Rzeszą w ramach Paktu Trzech oraz odpowiedzią wojskową na embargo nałożone przez USA po zajęciu przez cesarstwo Francuskich Indochin.

## Premier Japonii
Książę Fumimaro Konoe podał się do dymisji 18 października 1941. Cesarz Hirohito mianował tego samego dnia Tōjō na stanowisko premiera. W pierwszych miesiącach trwania jego rządu był nie tylko premierem, ale również ministrem armii oraz spraw wewnętrznych, choć po czterech miesiącach ustąpił z tego stanowiska. Prowadził działania mające na celu utwierdzenie kontroli SWWC nad parlamentem poprzez prześladowania liberalnej i lewicowej opozycji. Wraz z eskalacją wojny z Aliantami zacieśniał kontrolę państwa nad prasą, ekonomią i organizacjami politycznymi, ale utrzymał prawodawczą rolę parlamentu. W kampanii przed wyborami 1942 r. partia rządząca była czynnie wspierana przez aparat państwa, choć kilku posłom opozycyjnym udało się wejść do parlamentu. W listopadzie 1943 r. utworzył Ministerstwo Uzbrojenia, mianując samego siebie na stanowisko ministra, w celu zapanowania nad rosnącą rywalizacją armii i marynarki o zasoby. W lutym 1944 został mianowany szefem Sztabu Armii w ramach próby scentralizowania planowania strategicznego, co jednak wystawiło go na krytykę jego przeciwników politycznych. W związku z niepomyślnym dla Cesarstwa Japonii przebiegiem wojny, ustąpił ze stanowiska premiera wraz z całym swym gabinetem 18 lipca 1944. Do końca wojny nie pełnił żadnych funkcji politycznych.

## Tōjō przed Trybunałem Tokijskim

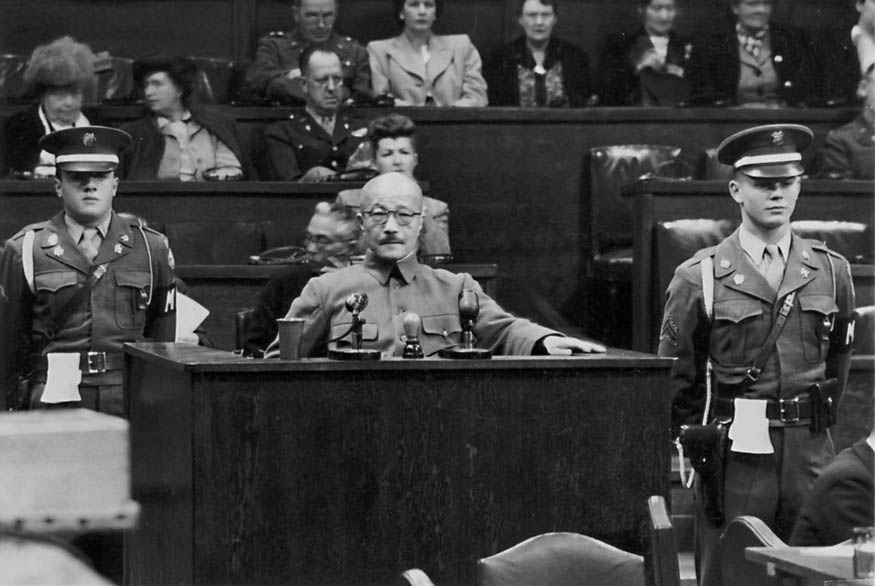
Tōjō podczas procesu

Podczas jego aresztowania przez siły amerykańskie 11 września 1945 próbował popełnić samobójstwo, jednak udało się go uratować. Rok później stanął przed Międzynarodowym Trybunałem Wojskowym dla Dalekiego Wschodu w Tokio jako oskarżony o udział w zbrodniach wojennych. W 1948 roku został uznany za winnego i skazany na karę śmierci przez powieszenie. Egzekucja odbyła się w Tokio 23 grudnia 1948. Ciało poddano kremacji, a prochy rozrzucono nad Pacyfikiem.